# Peter Christian Holm
Peter Christian Holm (født 25. december 1807 i Christianssted på St. Croix, død 2. oktober 1864 i København) var orlogskaptajn på Fregatten Jylland under slaget ved Helgoland 9. maj 1864. Han var allerede under slaget syg, og døde af tyfus 2. oktober, og blev begravet på Holmens Kirkegård, hvor Fregatten Jyllands besætning rejste en mindesten.
P.C. Holm var far til orlogskaptajn og polarforskeren Gustav Holm.